# Gauslå Station
Gauslå Station (Gauslå stoppested) var en jernbanestation på Sørlandsbanen, der lå i Birkenes kommune i Norge.
Stationen åbnede som holdeplads 22. juni 1938, da banen blev forlænget fra Nelaug til Grovane. Den blev nedgraderet til trinbræt 20. juli 1947 og nedlagt 28. maj 1989.
Stationsbygningen blev opført efter tegninger af Gudmund Hoel og Bjarne Friis Baastad. Den var af samme type som på Espelandsmyr Station og Bjorvatn Station. Stationsbygningen og de øvrige bygninger på stedet blev revet ned i 1983.